# Nimis
Nimis (av latin, "för mycket") är ett platsspecifikt konstverk av Lars Vilks vid Håle stenar i nordvästra Skåne. Det består främst av flera träkonstruktioner, resta av drivved, plankor och trädgrenar. Verket är olovligen placerat i Kullabergs naturreservat, vilket sedan byggets första version 1980 lett till återkommande juridiskt processande mellan konstnären och Länsstyrelsen i Skåne län. Delar av verket har vid olika tillfällen brandhärjats, och Vilks återuppbyggnad efter en brand 2016 ledde 2018 till dagsböter i Helsingborgs tingsrätt.
Vilks såg Nimis som konceptkonst och de juridiska processerna som del av konceptet. Sedan 1986 ägdes konstverket av konstnärsparet Christo och Jeanne-Claude, och Vilks ansåg själv att det är placerat inom gränserna för den utropade mikrostaten Ladonien. På området finns även ett annat av Vilks konstverk, Arx.

## Historik

### Bakgrund
Nimis byggdes av drivved och består av glest ihopspikade plankor och trädgrenar som bildar gångar, rum och torn. Uppförandet av Nimis började i juli 1980 som Vilks "hämnd på havet" efter att ha varit nära att drunkna, men också som en kommentar till den rådande konsttrenden, som gällde att "ingenting var beständigt".

### Utveckling
Myndigheterna kände inte till Nimis existens förrän 1982, varefter föreläggande gjordes om rivning såsom svartbygge, vilket ledde till en lång rättslig process som Vilks tog in i sin konstnärliga praktik och betraktade som en del av konstverket. Det fysiska verket växte och mätte efter några år över 100 meter på längden. Vissa av tornen sträckte sig 15 meter upp i luften.
Nimis har genomgått uppdateringar under tre årtionden och över 160 000 spikar har gått åt genom åren.
Nimis såldes 1984 till den tyska konstnären Joseph Beuys, och efter dennes död såldes det vidare till konstnärsparet Jeanne-Claude och Christo 1986. Trots att stranden där verket är placerat ligger otillgängligt, har Nimis blivit en turistattraktion. Enligt Vilks kommer projekten Nimis och Arx att ha avvecklats år 2030, eftersom han då "blivit för gammal att sköta underhållet".
År 2000 begravdes noshörningen Nelson i Nimis.
En uppskattning år 2010 gjorde gällande att platsen hade 40 000 besökare årligen.

### Brand 2016, dom 2018
Hela Vindarnas torn, uppskattningsvis 25 procent av konstverket, brann ner 24 november 2016. Dessutom eldskadades andra delar av konstverket. Därefter inledde Vilks ett arbete med att säkra konstverket och låta återuppbygga det, dock i en annan form. För detta tilltag åtalades Vilks av reservatsägaren Länsstyrelsen i Skåne län för förseelse mot områdesskydd; han ådömdes i februari 2018 dagsböter i Helsingborgs tingsrätt. Han avsåg att överklaga domen.

## Beskrivning

### Tornen
Karaktäristiskt för Nimis är tornen. De tre namngivna klättertornen har alla varit förstörda och återuppbyggts. Wotans torn, som står nära vattnet, översköljdes av vågor och slogs sönder under en storm men återuppbyggdes. Även Vindarnas torn har raserats av en storm men återuppbyggts. Nimis har blivit utsatt för anlagda bränder. Ascendentens funktion har således både brunnit och återuppbyggts.
Hösten 2012 installerade en konstnärsgrupp, däribland Jonathan Pye en solcellsdriven högtalare som ropade ut muslimska böner från Nimis, som vore det en minaret, något som Lars Vilks själv betraktade som underfundigt.

### Rättsliga aspekter och verkdefinition

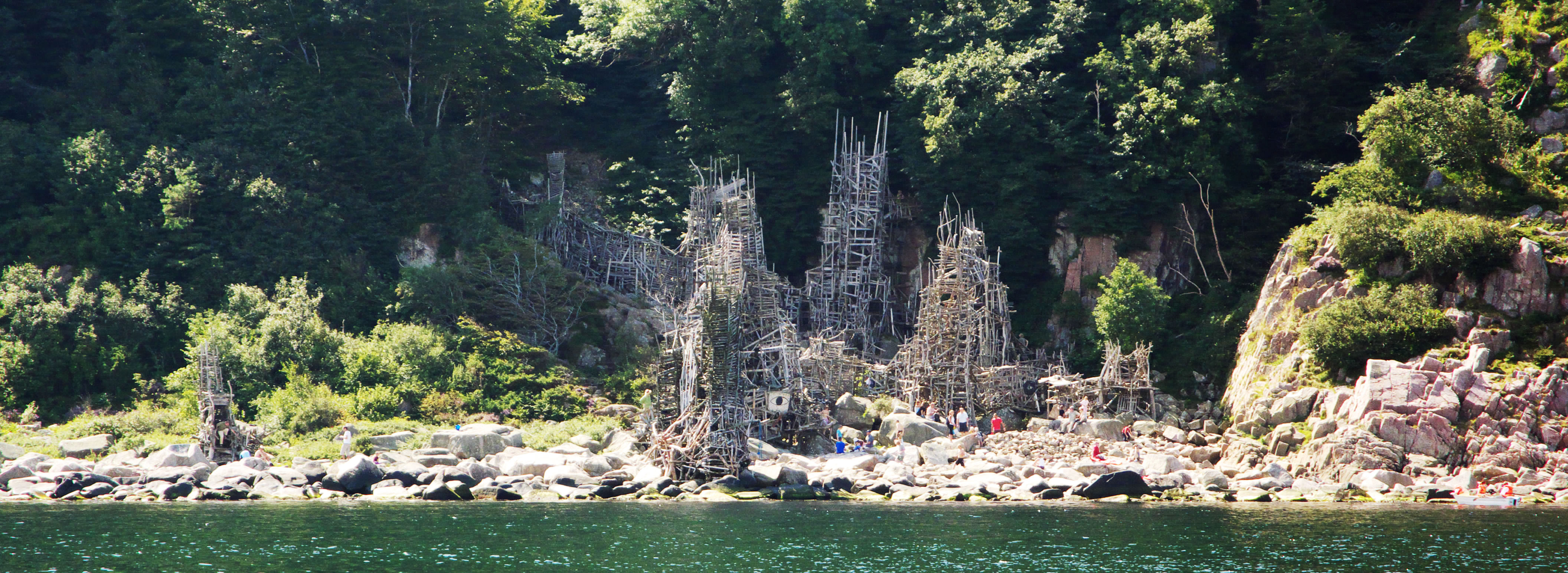
Nimis sedd från vattnet.

Verket är uppfört utan bygglov, vilket har lett till ett antal juridiska processer; troligen hade det inte heller gått att få tillstånd för att bygga på stranden i ett naturreservat. De juridiska processerna är enligt Vilks också en del av den konstnärliga processen – därav konceptkonst. Det är kontroversiellt, främst eftersom Lars Vilks i konstens namn ansåg sig stå över reglerna för naturreservatet. Terrängen kring Nimis har fått flera personer att skada sig men dock ej av konstverket självt.
Vilks beskrev Nimis som ett konceptuellt konstprojekt, där den viktigaste beståndsdelen är rättsprocesserna. Högsta domstolen har betecknat Nimis som en byggnad. Verket har av andra ofta beskrivits som land art, vilket Vilks motsatt sig. 
Vilks menade även att Nimis bär drag av installationskonst, eftersom det är anpassat till rummet det utförts i. Där fonden av träd och bergväggar som ramar in konstverket utgör dess rum, och "golvet" utgörs av stenarna på stranden. År 1980 lät Vilks trycka upp ett par klistermärken för Nimis, som knappast förklarade syftet med projektet, utan istället liknade besvärjelser:
Nimis II
Och finns här
mer än synlig
Vidrig mot varje åsikt
cui dolet meminit
Den sista raden är ett citat av Cicero som i sin helhet lyder cui placet obliviscitur, cui dolet meminit och som brukar översättas "vi glömmer våra nöjen, vi minns våra smärtor".

## Andra verk i anslutning tillNimis
I anslutning till Nimis finns även ett annat av Vilks svartbyggen, "Boken" Arx byggd av betong och sten. Ett tredje verk, Omfalos, forslades bort år 2001 efter beslut i tingsrätten. Lars Vilks har utropat området som Nimis och Arx står på, och som Omfalos stod på, som den självständiga staten Ladonien.
Vilks har uppfört en mängd liknande träskulpturer på många olika platser som Asema, Ambassad, Björntorn, Empire Ambassad och Flygledartorn.

## Bildgalleri

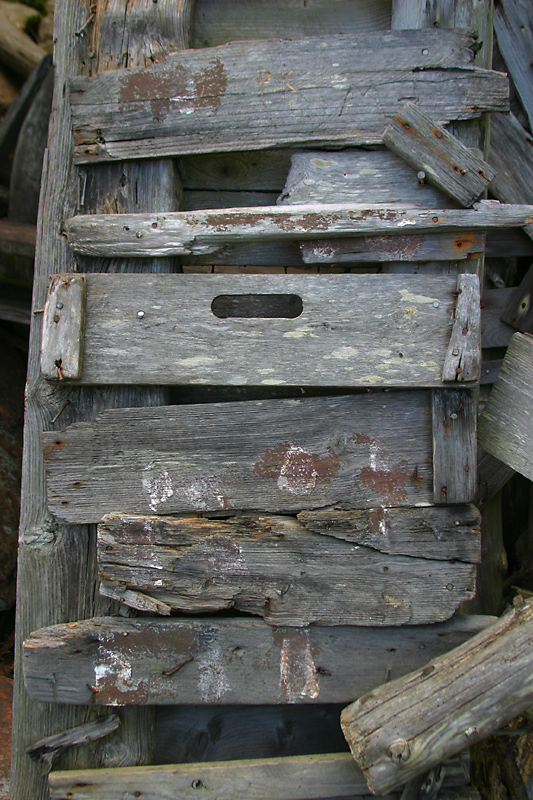
Nimis-detaljer, 2003
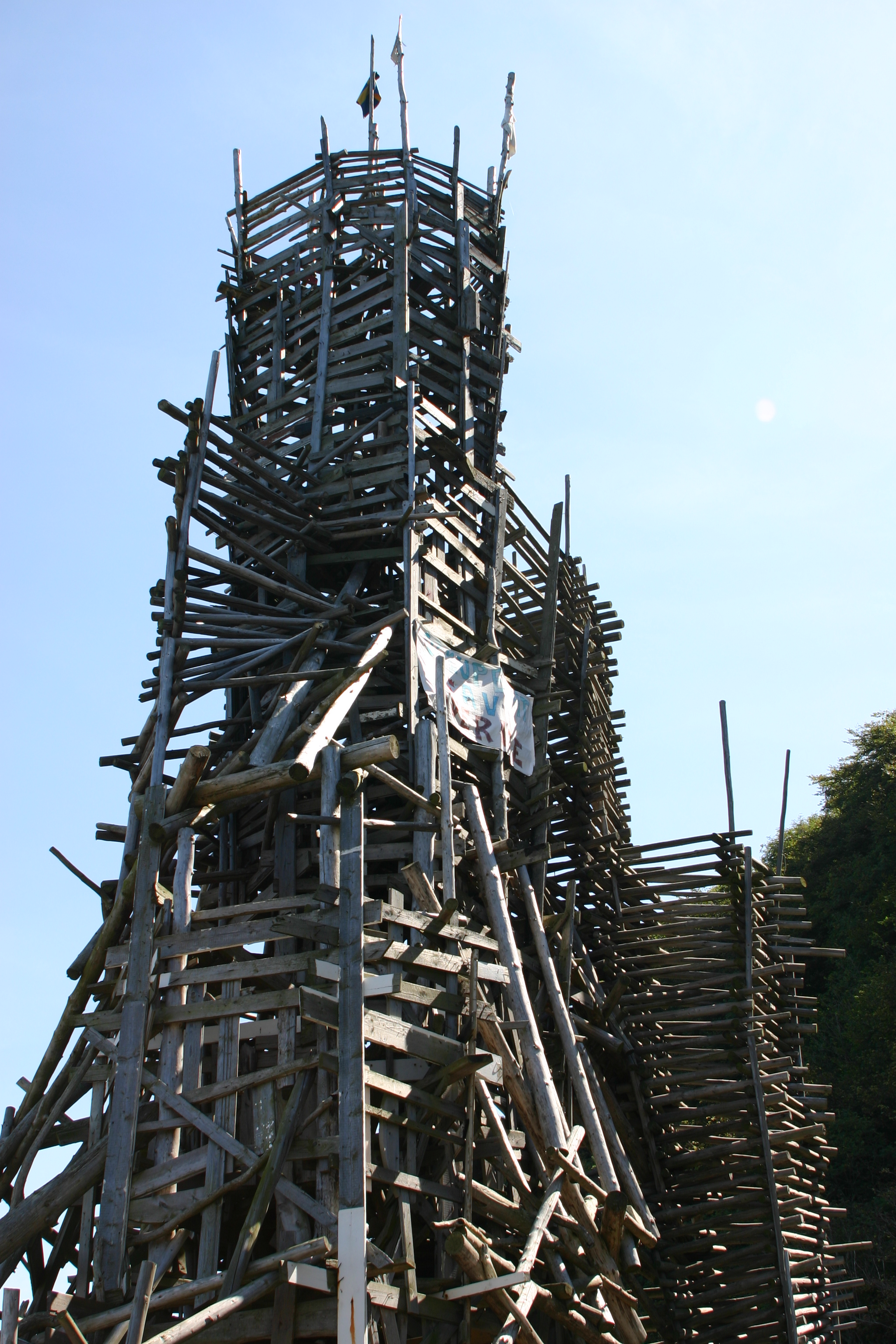
Nimis, 2004
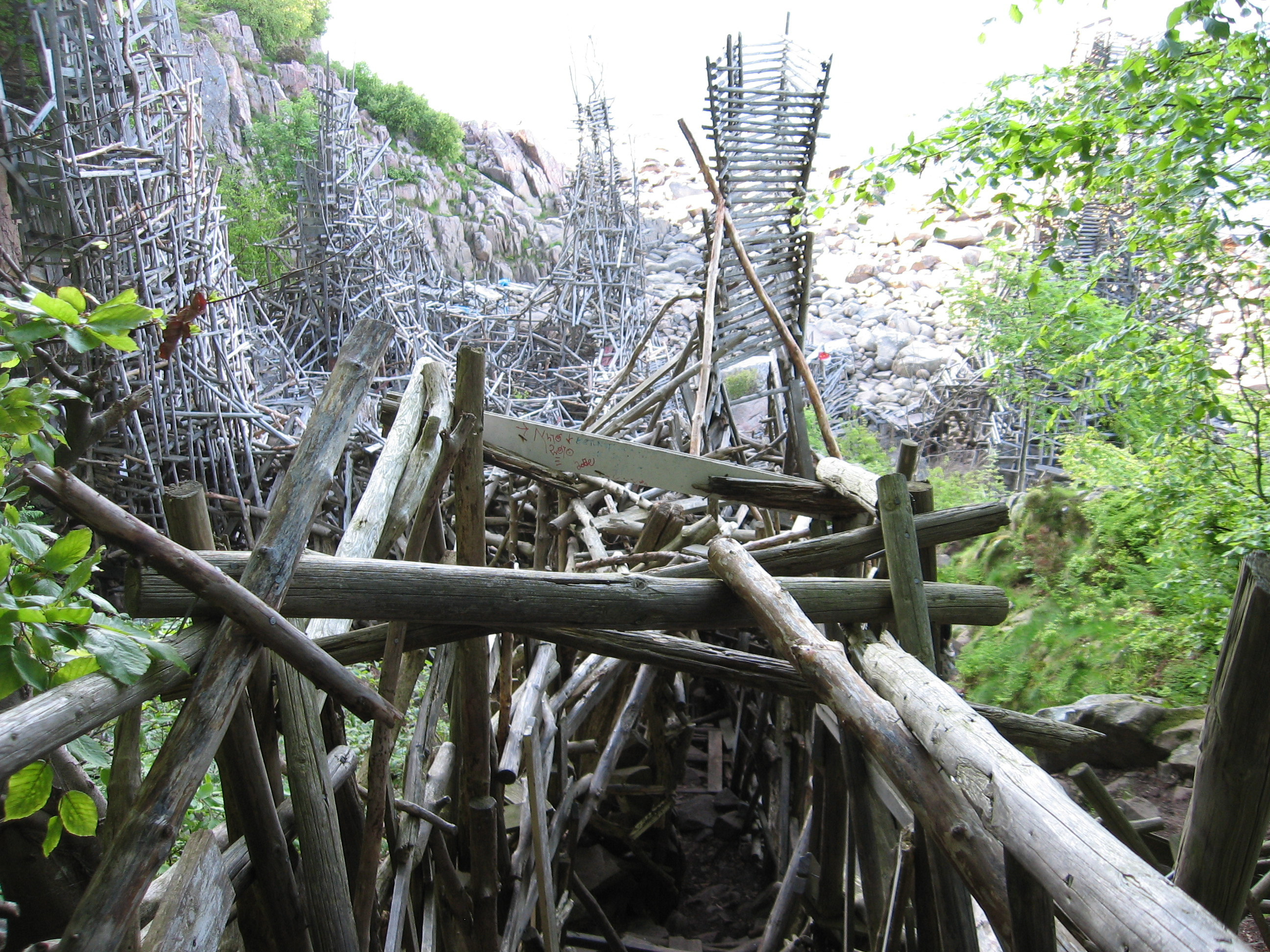
Nimis, 2010
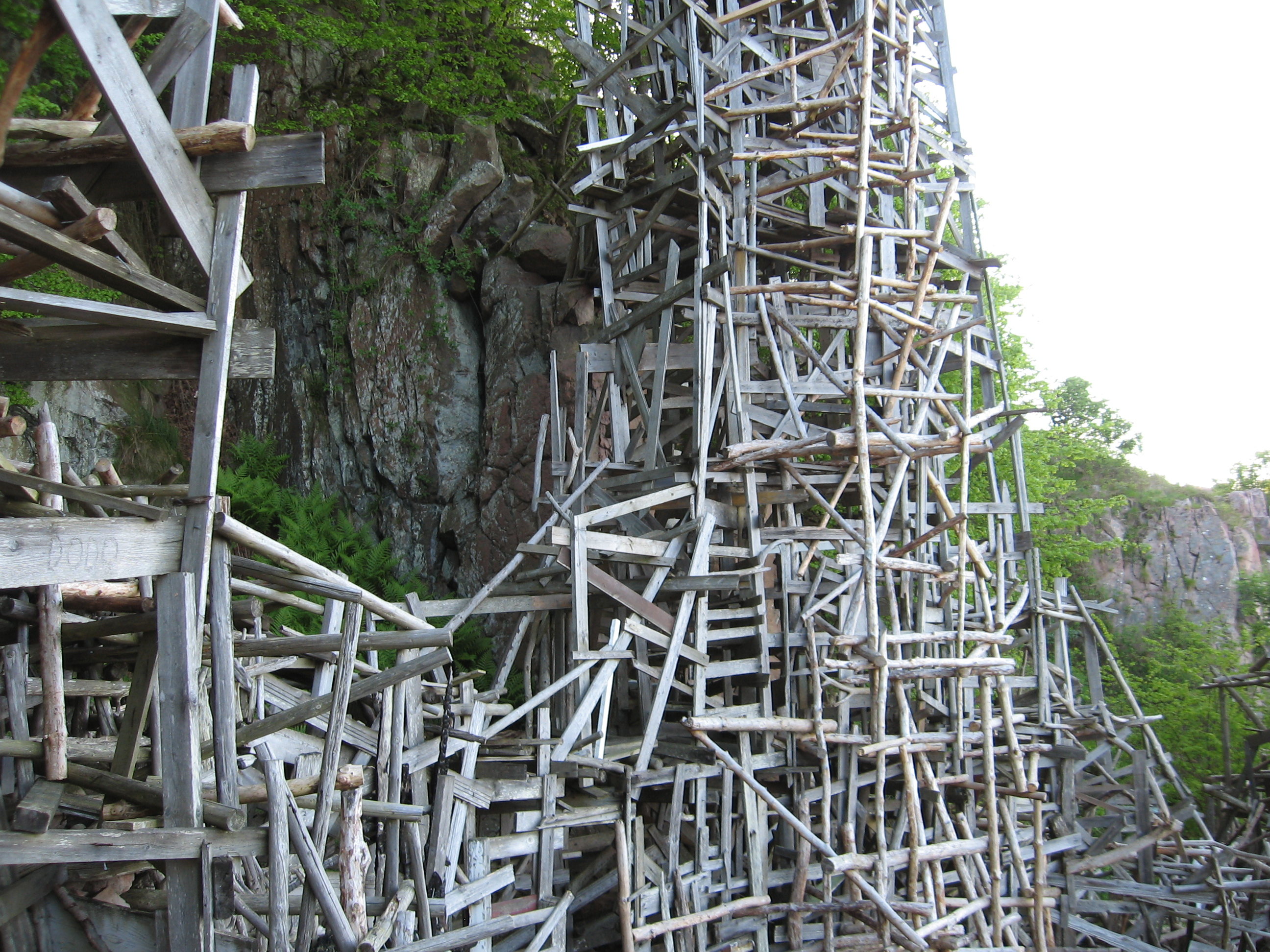
Nimis, 2010
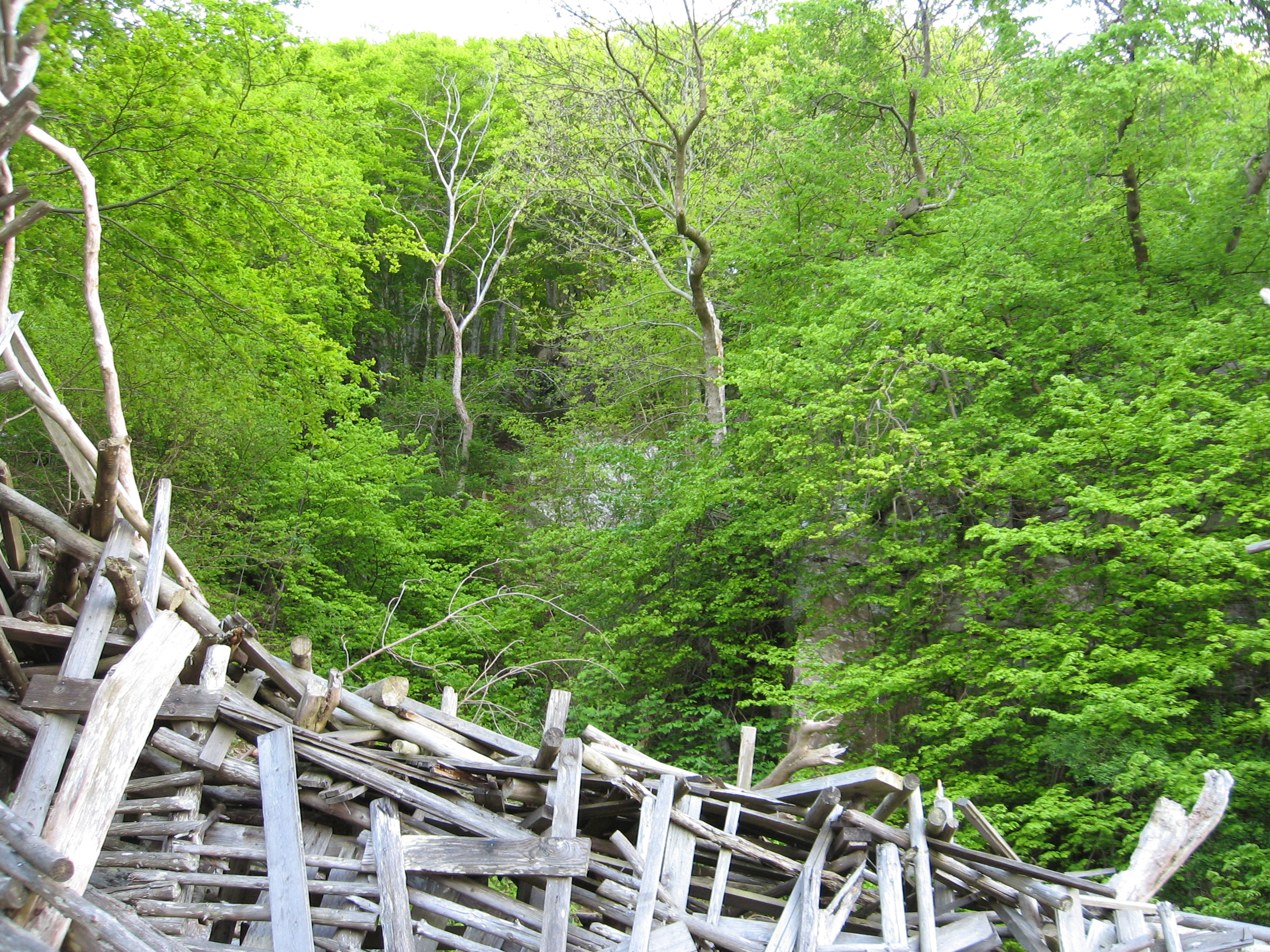
Nimis, 2010
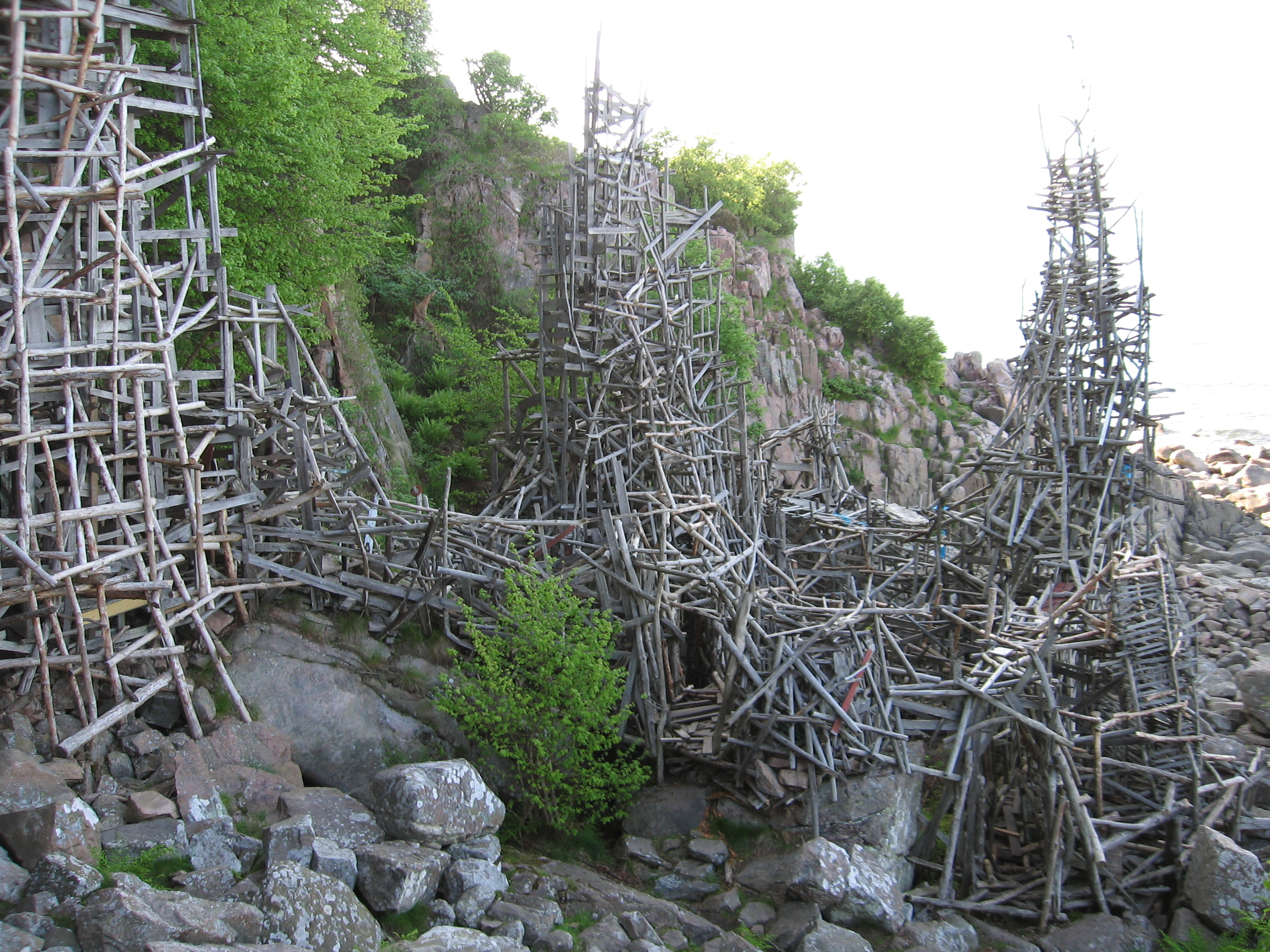
Nimis, 2010
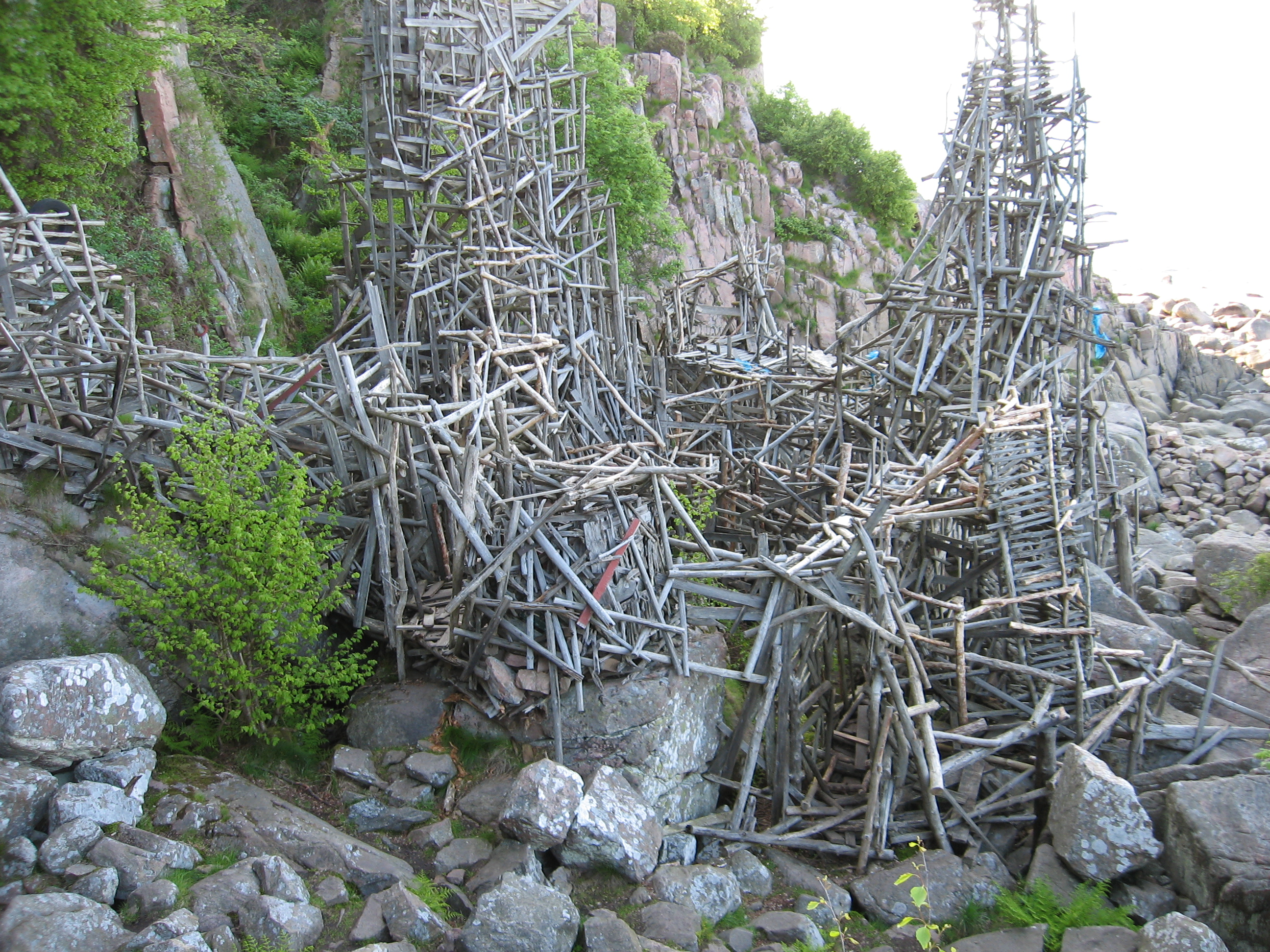
Nimis, 2010